# Utica Queen
Ethan Mundt (2 de juny de 1995), més conegut pel seu nom artístic de Utica Queen, és una artista drag estatunidenca coneguda per competir en la tretzena temporada de RuPaul's Drag Race.
Mundt va néixer i es va criar a Utica (Minnesota). Va assistir a la St. Charles High School.
Utica Queen va competir en la tretzena temporada de RuPaul's Drag Race, quedant en sisena posició i havent guanyat una prova, juntament amb Symone. El 2021, algunes de les seves peces es van exposar en el Rochester Art Center.
Mundt utilitza els pronoms he/him/his fora de drag i els pronoms she/her en drag. Resideix a Minneapolis, des del 2021. Mundt és membre dels Adventistes del setè dia.